# Вамна
Вамна — деревня в Гороховецком районе Владимирской области России, входит в состав Фоминского сельского поселения.

## География
Деревня расположена в 12 км на юго-запад от центра поселения села Фоминки и в 50 км на юго-запад от Гороховца.

## История
В окладных книгах Рязанской епархии 1678 года деревня входила в состав Замотринского прихода, в ней было 14 дворов крестьянских.
В XIX — первой четверти XX века деревня входила в состав Святской волости Гороховецкого уезда. В 1859 году в деревне числилось 54 двора, в 1905 году — 101 двор.
С 1929 года деревня входила в состав Тарановского сельсовета Фоминского района Горьковского края. С 1944 года — в составе Владимирской области. С 1965 года — в составе Фоминского сельсовета Гороховецкого района.

## Население
| 1859 | 1897 | 1905 |
| ---- | ---- | ---- |
| 418  | 621  | 639  |

| 1859 | 1897 | 1905 | 1926 | 2002 | 2010 | 2021 |
| ---- | ---- | ---- | ---- | ---- | ---- | ---- |
| 418  | ↗621 | ↗639 | ↗668 | ↘15  | ↘10  | →10  |